# Chien-Shiung Wu
Chien-Shiung Wu (31. května 1912, Liuhe - 16. února 1997, New York) byla čínsko-americká fyzička.  Významně přispěla k výzkumu na poli experimentální jaderné fyziky v oblasti elementárních částic. Nejznámější je díky experimentu, který poskytl důkazy o porušení parity ve slabých interakcích. Byla nazývána "první dámou fyziky", "královnou nukleární fyziky" nebo "čínskou Madam Curie".

## Život a dílo

### Mládí a studium v Číně
Chien-Shiung Wu se narodila a vyrůstala v čínském městě Liuhe v provincii Ťiang-su. Rodiče byli pokrokoví intelektuálové, otec inženýr a matka učitelka. Její otec  založil jednu z prvních škol pro dívky v Číně, kde se učila i jeho dcera. V raném věku se zajímala o matematiku a přírodopis a rodiče ji v tom podporovali. V roce 1923 nastoupila do dívčí internátní školy v Sü-čou, kde se vyučovaly i přírodní vědy. Školu ukončila v roce 1929 jako nejlepší ze třídy. 
V letech 1930–1934 studovala matematiku a fyziku na Národní ústřední univerzitě v Nankingu. Po promoci absolvovala dvouleté postgraduální studium fyziky a pracovala jako asistentka na univerzitě v Če-ťiangu. Stala se výzkumnou pracovnicí Fyzikálního ústavu Academia Sinica v Nankingu.  Roku 1936 odjela do Spojených států, kde pokračovala ve studiu na Kalifornské univerzitě v Berkeley, kde ji vedl např. Ernest Lawrence či Robert Oppenheimer. Roku 1940 získala doktorát.
Roku 1942 se vdala za čínsko-amerického fyzika Luka Chia-Liu Yuana, jenž byl vnukem prvního čínského prezidenta a císaře Jüan Š’-kchaje. V roce 1947 se jim narodil syn Vincent, pozdější jaderný fyzik.

### Práce ve Spojených státech
Po odchodu z Berkeley vědecky pracovala a vyučovala na univerzitě v Northamptonu, na Princetonu a od roku 1944 až do svého odchodu do důchodu v roce 1980 na Kolumbijské univerzitě v New Yorku. V letech 1944–1946 pracovala v rámci Projektu Manhattan, kde především pomáhala se štěpením uranu na izotopy U235 a U238. Posléze se stala jednou z největších odbornic na rozpad beta (rozpad atomového jádra na elektron a nové atomové jádro, jehož výsledkem je beta záření - proud uvolněných elektronů). Zdokonalila též Geigerův počítač pro měření jaderného záření.

#### Experiment WU
Roku 1956 úspěšně provedla experiment (zvaný dnes obvykle experiment Wu), který měl dokázat neplatnost zákona parity, tedy že pouhé přepólování změní charakter některých fyzikálních dějů. Potvrdila tak hypotézu fyziků Tsung-Dao Lee a Jang Čen-ning, kteří vzápětí dostali Nobelovu cenu za fyziku. Chien-Shiung Wu byla opomenuta, patrně proto, že Nobelův výbor upřednostňoval teoretický výzkum před experimentální fyzikou, roli mohlo sehrát i to, že byla žena. Ona sama se později stala velkou bojovnicí za rovnost žen a mužů na poli vědy, i mimo ni - odmítala například nosit manželovo jméno.
V roce 1958  byla jmenována řádnou profesorkou na Kolumbijské univerzitě. Princetonská univerzita jí udělila čestný doktorát. V roce 1973  zde získala Pupinovu medaili a  čestný titul emeritního profesora fyziky. Ve stejném roce se stala první ženou v čele Americké fyzikální společnosti. V roce 1975 jí byla udělena Národní medaile za vědu. Roku 1978 získala Wolfovu cenu za fyziku.  Měla čestné doktoráty z mnoha amerických univerzit. 
V 70. letech se podívala znovu do rodné Číny, kde se její rodina v 60. letech stala obětí násilností během tzv. kulturní revoluce - za to se jí osobně omluvil čínský premiér. I později se Wu ale vyjadřovala k dění v Číně a kritizovala např. zásah proti demonstracím na náměstí Nebeského klidu roku 1989.  Působila jako čestná profesorka na několika čínských univerzitách a v roce 1994 se stala jedním z prvních zahraničních akademiků Čínské akademie věd. V roce 1990 byl  po ní pojmenován  asteroid s číslem 2752 nově objevený observatoří Nanjing Purple Mountain Observatory Čínské akademie věd.
V závěru života se zabývala fyzikálně-biologickým výzkumem, zkoumala například strukturu hemoglobinu, či příčiny vrozené anémie. V roce 1980 odešla do důchodu. Žila  v ústraní pod jménem svého manžela v New Yorku. Zemřela 16. února 1997 ve věku 84 let na následky mozkové mrtvice. Byla pohřbena podle vlastního přání u myrtového stromu na nádvoří školy Ming De v Liuhe, kterou založil její otec a kterou v mládí navštěvovala. 
V roce 1998 byla uvedena do Národní ženské síně slávy USA.